# Eber-Nari

Mapa del Imperio aqueménida con la división en satrapías (ca. 500 a. C.)

Eber-Nari (acadio; también Ebir-Nari) o Abar-Nahará (arameo: עֲבַר-נַהֲרָה) es el nombre de una antigua región de Asia occidental y satrapía del Imperio aqueménida, que se correspondía aproximadamente con el Levante mediterráneo. Significa «más allá del río», «del otro lado del río», tanto en acadio como en arameo, esto es, el área situada al oeste del río Éufrates desde la perspectiva babilónica y persa.
El topónimo aparece en una inscripción de Asarhaddón, rey asirio del siglo VII a. C. En el año 535 a. C. el rey persa Ciro el Grande nucleó los territorios recientemente conquistados del antiguo Imperio neobabilónico en una única satrapía, «Babilonia y Eber-Nari». El sátrapa residía en la ciudad de Babilonia, mientras que subgobernadores se encargaban de la administración de Eber-Nari (entre los que destaca Tattenai, funcionario mencionado tanto en la Biblia com en documentos cuneiformes de Babilonia). Esta organización permaneció inalterada hasta por lo menos el 485 a. C. (reinado de Jerjes I), pero antes de alrededor del 450 a. C. la satrapía fue dividida en dos: Babilonia y Eber-Nari.
El quinto distrito impositivo que aparece en la lista proporcionada por Heródoto encaja con Eber-Nari. Este comprendía Siria, Fenicia, Yehud Medinata y Chipre (el cual también estaba incluido en la satrapía). Heródoto no incluyó en su lista a las tribus árabes, identificadas con los qedaritas, que no pagaban impuestos pero contribuían con incienso a modo de "regalo".